# Driftplats

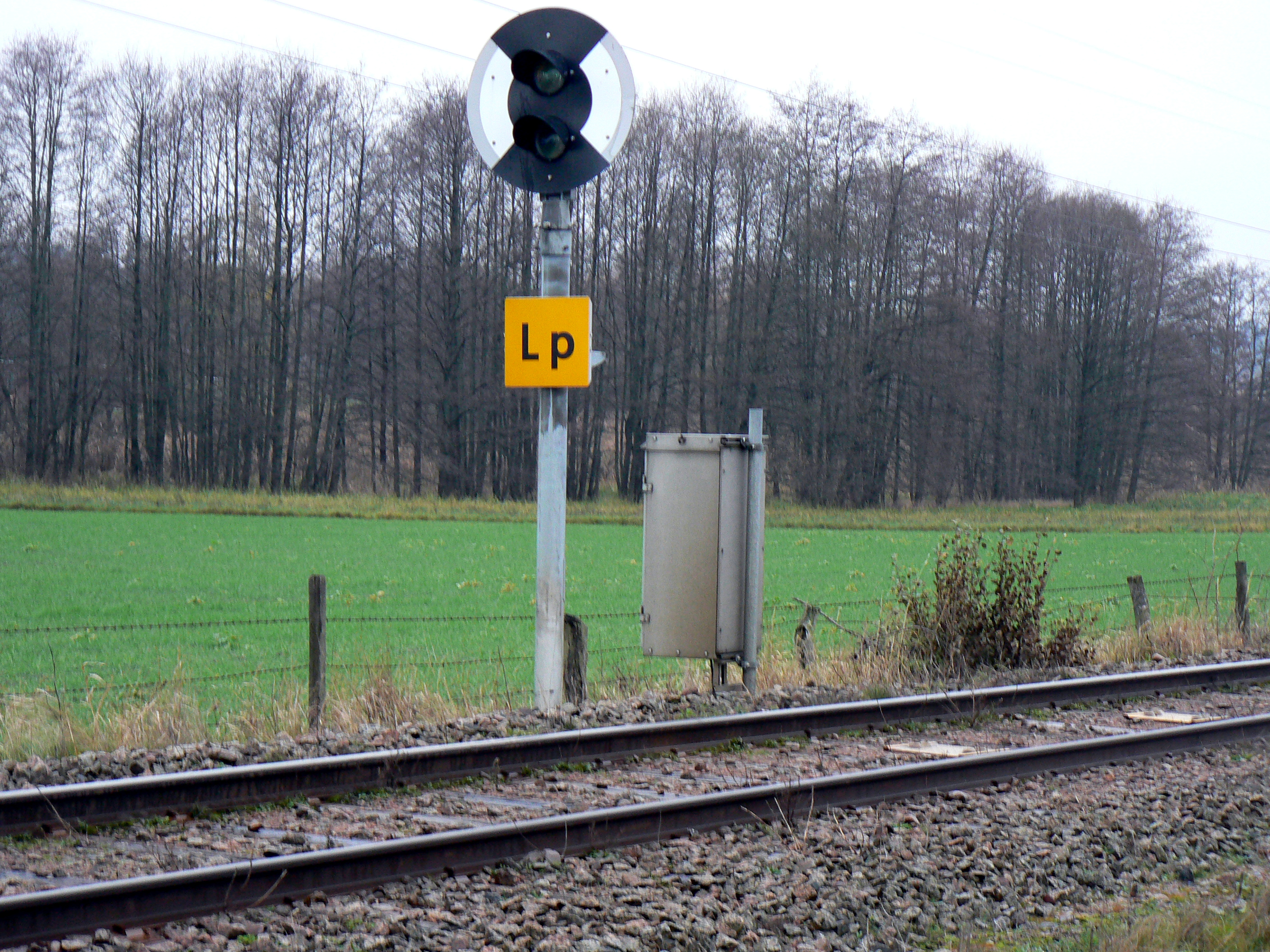
Fristående försignal till driftplatsen Linköpings central.

Driftplats är i Sverige ett begrepp som används i Trafikverkets trafikbestämmelser för järnväg "TTJ". Föreskrifterna började gälla 2015 och där står att en driftplats utgör "ett från linjen avgränsat område av banan som kan övervakas av tågklarerare mer detaljerat än vad som krävs för linjen". Driftsplatsens avgränsning kan ses genom de skyltar med driftplatsförkortningen som visas vid driftplatsgränsen. Driftplats kallades tidigare station eller ställverksområde i den gamla säkerhetsordningen SÄO.
Definitionen betyder att en driftplats är ett spårområde, där en tågklarerare kan övervaka och styra signaler och växlar med hjälp av ett ställverk. Den enklaste driftplatsen har bara ett spår och en stor driftplats kan ha en hel bangård. En driftplats har sin gräns mot de omgivande linjerna alldeles utanför infartssignalerna. Det kan även förekomma att två driftplatser gränsar direkt mot varandra till exempel Huddinge station och Flemingsbergs station. 
Större driftplatser har ibland driftplatsdelar, som avgränsas med skyltar med Dpd. Exempel på detta är före detta stationer inom ett ställverksområde. 
Driftplats ingår i begreppet trafikplats som förutom driftplats kan vara linjeplats, hållställe och hållplats.
I Sverige finns det 917 driftplatser i Trafikverkets nät (2021).